# Sonic Temple
Sonic Temple ist das vierte Studioalbum der Rockband The Cult. Das Album wurde im Jahre 1989 durch das Label Beggars Banquet Records veröffentlicht. Das Album, das zweite nach Electric, auf dem die Band Hard Rock spielte, war das erfolgreichste Album der Band und bekam gute Kritiken. Es erreichte Platz zehn der US-amerikanischen Billboard 200.

## Entstehung
Im Herbst 1988 ging die Band mit Bob Rock, der zuvor Assistent von Aerosmith-Produzent Bruce Fairbairn gewesen war – Sonic Temple war eine seiner ersten eigenen Produktionen –, in Vancouver, Kanada ins Studio. Sie hatte 21 Songs geschrieben. Jamie Stewart, der auf Electric Rhythmusgitarre gespielt hatte, übernahm nun wieder den Bass. John Webster spielte die Keyboards mit ein. Auch am Schlagzeug hatte ein Wechsel stattgefunden. Mit Chris Taylor wurden die Demos eingespielt, auch Kiss-Schlagzeuger Eric Singer half während der Demo-Sessions aus. Mickey Curry fungierte dann als Session-Schlagzeuger während der Studioaufnahmen, ist also auf dem Album zu hören. Im Anschluss daran rekrutierte die Band Matt Sorum für die Tour. Er wechselte aber nach der Tournee, bei der die Band auch Metallica auf deren Damaged-Justice-Tour begleitete, zu Guns N’ Roses. Vier Singles, darunter Fire Woman und die Ballade Edie (Ciao Baby) schafften es ins Musikfernsehen.

## Rezeption
Steve Huey von Allmusic vergab für Sonic Temple 3,5 von fünf Stenen. Er nannte das Album abwechslungsreicher als den Vorgänger. Nicht alle der Experimente funktionierten, aber genug, um das Album in die Top Ten zu schicken.
Das Magazin Rock Hard setzte das Album auf Platz 170 seiner 500 Titel umfassenden Bestenliste. Klaus Himmelstein sprach im Vergleich mit Electric von einem ausgereifteren und ausgeglicheneren Werk. „Auf Sonic Temple beweisen The Cult, dass man Melancholie durchaus in Noten fassen kann, ohne das Weltschmerz-Suizid-Gejaule verweichlichter Grunge-Protagonisten zu bemühen.“ Die Platte biete „hinreichendes Mitgröl-Potenzial für Grillparties und einsame Roadtrips.“
Im Jahr 2014 belegte das Album Platz 72 auf der Liste Die 100 besten Metal- und Hardrock-Alben aller Zeiten des Rolling Stone.

## Titelliste
1. Sun King – 6:09
2. Fire Woman – 5:11
3. American Horse – 5:19
4. Edie (Ciao Baby) – 4:46
5. Sweet Soul Sister – 5:08
6. Soul Asylum – 7:26
7. New York City – 4:41
8. Automatic Blues – 3:51
9. Soldier Blue – 4:36
10. Wake Up Time for Freedom – 5:17

Alle Stücke wurden von Ian Astbury und Billy Duffy geschrieben.

### Zusätzliche Stücke
1. Medicine Train – 4:42 (CD- und in manchen Ländern MC-Bonus)
2. The River (nur auf sowjetischen und osteuropäischen Pressungen)
3. Lay Down your Gun (Version 2) (nur auf sowjetischen und osteuropäischen Pressungen)